# Patrick Huisman
Patrick Huisman (* 23. August 1966 in Den Haag) ist ein niederländischer Automobilrennfahrer. Er ist der ältere Bruder von Duncan Huisman.

## Leben und Karriere
Huisman fuhr 1990 mit einem privaten BMW M3 in der Niederländischen Tourenwagen-Meisterschaft. Bereits im folgenden Jahr wurde er als Werksfahrer für BMW Holland Niederländischer Tourenwagen-Meister. 1992 ging er im Porsche Carrera Cup Deutschland an den Start und wurde bester Neueinsteiger. Beim 24-Stunden-Rennen auf dem Nürburgring konnte er mit einem BMW M3 einen Klassensieg feiern. 1993 nahm er wieder an der Niederländischen Tourenwagen-Meisterschaft teil und wurde Vizemeister.
Auch 1994 beendete er diese Meisterschaft wieder als Zweiter. Er nahm auch am 24-Stunden-Rennen von Spa-Francorchamps teil und beendete dieses als Fünfter, nachdem er anfangs führte und später durch technische Probleme zurückgeworfen wurde. Im selben Jahr folgte seine erste Teilnahme am 24-Stunden-Rennen von Le Mans in einem Porsche 964 RSR von Konrad Motorsport. Ihm gelang der zehnte Platz in der Gesamtwertung und der dritte Platz innerhalb seiner Klasse. Weiterhin bestritt er fünf Rennen im Porsche Supercup, in dem sein bestes Ergebnis ein achter Platz war. 1995 bestritt er eine volle Saison im Porsche Supercup und beendete diese als Vierter der Meisterschaft.
1996 verbesserte er sich auf den dritten Platz. Er bestritt außerdem drei Rennen in der FIA-GT-Meisterschaft und das 24-Stunden-Rennen von Zolder, das er als Dritter beendete. 1997 gelang ihm erstmals der Gewinn der Meisterschaft im Porsche Supercup. Auch in der Belgischen GT-Meisterschaft schnitt er erfolgreich ab und beendete die Meisterschaft als Zweiter. Das 24-Stunden-Rennen von Zolder konnte er dieses Mal für sich entscheiden. 1998 verteidigte er seinen Titel im Porsche Supercup. Nach vier Jahren trat er erneut beim 24-Stunden-Rennen von Le Mans an. Er fuhr eine Chrysler Viper GTS-R von ORECA, fiel aber mit Elektronikproblemen aus. Das 12-Stunden-Rennen von Sebring beendete er als Vierter in der Klasse GT3. Beim 24-Stunden-Rennen von Spa-Francorchamps wurde er aufgrund von Elektrikproblemen nur 15. In der Belgischen GT-Meisterschaft holte er sich den Titel und er gewann wie schon im Vorjahr das 24-Stunden-Rennen von Zolder. Außerdem nahm er an drei Rennen der FIA-GT-Meisterschaft teil.
1999 verteidigte er seinen Titel im Porsche Supercup zum zweiten Mal in Folge. Beim 24-Stunden-Rennen von Le Mans startete er als Werksfahrer von Porsche auf dem neuen Porsche 911 GT3-R und gewann in seiner Klasse. Das 12-Stunden-Rennen von Sebring beendete er mit einem Klassensieg bei den GT2-Fahrzeugen. In der Klasse GT3 wurde er Dritter beim 24-Stunden-Rennen von Daytona und Achter beim Petit Le Mans. 2000 gelang ihm der vierte Meisterschaftssieg in Folge im Porsche Supercup. Beim 24-Stunden-Rennen von Le Mans fuhr er nun wieder für ORECA und erreichte das Ziel als Zwölfter in der Gesamtwertung und als Fünfter in seiner Klasse. Das 24-Stunden-Rennen von Daytona konnte er allerdings aufgrund eines Motorschadens nicht beenden. Am Ende der Saison gelang ihm der Sieg beim Guia Race in Macao. Nach der Saison zog er sich aus dem internationalen Sportwagengeschäft zurück. Eine neue Aufgabe fand Huisman 2001 in der DTM. Dort ging er in einem Mercedes-Benz CLK von Manthey Racing an den Start und er hatte eine erfolgreiche Saison. Er fuhr zwei Mal auf das Siegerpodest und gewann beim Saisonfinale auf dem Hockenheimring das Sprintrennen, wodurch er sich die Pole-Position für das Rennen sicherte. Wegen einer Kollision mit Uwe Alzen verlor er allerdings seine Chancen auf seinen ersten Rennsieg und konnte das Rennen nicht beenden. Dennoch erzielte er mit dem sechsten Meisterschaftsplatz ein gutes Saisonresultat. Auch 2002 trat er wieder in der DTM an. Allerdings lief diese Saison weit weniger erfolgreich für ihn. Er bekam nur ein Vorjahresfahrzeug, womit er nicht konkurrenzfähig war und meist nur am Ende des Feldes fahren konnte. In der Saison blieb er daher punktelos und so zog er sich, nachdem er 2003 anfangs noch zwei Rennen für das Team Rosberg bestritt, wieder aus der DTM zurück. Nach zwei Jahren Unterbrechung kehrte Huisman 2003 wieder zum Porsche Supercup zurück und belegte den vierten Meisterschaftsplatz.
2004 stand er am Ende der Saison auf Platz fünf. Außerdem nahm er wieder am 24-Stunden-Rennen auf dem Nürburgring teil. In einem Audi TT-R von Abt Sportsline fuhr er mit Frank Stippler, Karl Wendlinger und Christian Abt auf den vierten Platz in der Gesamtwertung. Im selben Jahr absolvierte Huisman eine offizielle Testfahrt beim Formel-1-Team Minardi. Allerdings blieb es bei einer Testfahrt und so stand Huisman auch 2005 wieder im Porsche Supercup am Start. Dort konnte er sich im Vergleich zum Vorjahr steigern und er wurde Meisterschaftszweiter. 2006 gewann er das Rennen auf dem Hungaroring und schloss die Meisterschaft auf Platz vier ab. 2007 konnte er Siege in Monaco und in Spa-Francorchamps feiern und belegte erneut den vierten Meisterschaftsplatz. In einem Porsche 911 GT3 RSR von Konrad Motorsport startete er wieder beim 24-Stunden-Rennen auf dem Nürburgring, fiel aber bereits in der ersten Runde wegen eines Unfalls aus. Zum Jahresanfang 2008 erhielt Huisman die Möglichkeit, beim 24-Stunden-Rennen von Daytona anzutreten. Er schloss den Lauf mit Richard Lietz, Steven Johnson und Robert Doornbos nach einer Kollision von Doornbos im hinteren Mittelfeld ab. Zudem engagierte er sich nach einem Jahr Pause wieder im Porsche Carrera Cup Deutschland. Sein Hauptaugenmerk 2008 und 2009 lag jedoch beim Porsche Supercup, den er 2008 als Dritter und 2009 als Vierter, jedoch ohne Rennsieg abschloss.

## Erfolge
- 1991: Niederländischer Tourenwagen-Meister
- 1997: Meister des Porsche Supercup
- 1997: Sieger des 24-Stunden-Rennens von Zolder
- 1998: Meister des Porsche Supercup
- 1998: Belgischer GT-Meister
- 1998: Sieger des 24-Stunden-Rennens von Zolder
- 1999: Meister des Porsche Supercup
- 2000: Meister des Porsche Supercup

## Statistik

### Le-Mans-Ergebnisse
| Jahr | Team              | Fahrzeug             | Teamkollege     | Teamkollege     | Platzierung             | Ausfallgrund |
| ---- | ----------------- | -------------------- | --------------- | --------------- | ----------------------- | ------------ |
| 1994 | Konrad Motorsport | Porsche 964 RSR      | Cor Euser       | Matiaz Tomlje   | Rang 10                 |              |
| 1998 | ORECA             | Chrysler Viper GTS-R | Karl Wendlinger | Marc Duez       | Ausfall                 | Elektrik     |
| 1999 | Manthey Racing    | Porsche 996 GT3-R    | Uwe Alzen       | Luca Riccitelli | Rang 13 und Klassensieg |              |
| 2000 | ORECA             | Chrysler Viper GTS-R | Tommy Archer    | Marc Duez       | Rang 12                 |              |

### Sebring-Ergebnisse
| Jahr | Team               | Fahrzeug        | Teamkollege    | Teamkollege    | Platzierung            | Ausfallgrund |
| ---- | ------------------ | --------------- | -------------- | -------------- | ---------------------- | ------------ |
| 1998 | G & W Motorsports  | Porsche 993     | Danny Marshall | Steve Marshall | Rang 14                |              |
| 1999 | Martin Snow Racing | Porsche 911 GT2 | Martin Snow    | Melanie Snow   | Rang 9 und Klassensieg |              |